# Eremias scripta
Espèce
Synonymes
- Podarces scripta Strauch, 1867
- Scapteira bilkewitschi Nikolsky, 1905
- Scapteira lasdini Zarewskij, 1918

Eremias scripta est une espèce de sauriens de la famille des Lacertidae.

## Répartition
Cette espèce se rencontre :
- dans le nord-est de l'Iran ;
- dans le nord-ouest du Pakistan ;
- en Afghanistan ;
- au Turkménistan ;
- dans le sud-ouest du Tadjikistan ;
- dans le sud-est de l'Ouzbékistan ;
- dans le sud du Kazakhstan.

## Liste des sous-espèces
Selon The Reptile Database (19 janvier 2013) :
- Eremias scripta lasdini (Zarewskij, 1918)
- Eremias scripta pherganensis Szczerbak & Washetko, 1973
- Eremias scripta scripta (Strauch, 1867)

## Publications originales
- Strauch, 1867 : Bemerkungen über die Eidechsen-Gattung Scapteira (Fitz.). Bulletin de l'Académie impériale des sciences de Saint-Pétersbourg, vol. 12, p. 313-328 (texte intégral).
- Szczerbak & Washetko, 1973 : New subspecies - Eremias scripta pherganensis ssp. n. (Reptilia, Sauria) from Uzbekistan. Vestnik Zoologii, vol. 1973, p. 84-86.